# Еллермана розв'язування
Розв'я́зування Еллермана — ідея в шаховій композиції в ортодоксальному жанрі. Суть ідеї — в двохходівці прямо розв'язується у кількох варіантах біла фігура. 

## Історія
На початку ХХ століття з цією ідеєю опублікував ряд задач аргентинський шаховий композитор Арнольдо Еллерман (12.01.1893 — 21.11.1969).
Для вираження цього задуму в задачі з завданням мат у два ходи прямо розв'язується у кількох варіантах біла фігура шляхом відходу чорної зв'язувальної фігури з лінії зв'язки.
З таким задумом зустрічаються задачі, які опубліковані до А. Еллермана, але він дав поштовх до розробки цієї ідеї і вона дістала назву — розв'язування Еллермана, в де-яких друкованих виданнях іменується, як — Еллерманівське розв'язування.
|   | a | b | c | d | e | f | g | h |   |
| 8 | a8 білий слон · b8 білий король · b7 білий кінь · c7 білий пішак · a5 біла тура · f5 білий пішак · a4 чорна тура · e4 чорний король · d3 біла тура · e3 чорний пішак · g3 білий пішак · b2 чорний ферзь · f1 білий ферзь · g1 чорний слон · h1 чорний слон | a8 білий слон · b8 білий король · b7 білий кінь · c7 білий пішак · a5 біла тура · f5 білий пішак · a4 чорна тура · e4 чорний король · d3 біла тура · e3 чорний пішак · g3 білий пішак · b2 чорний ферзь · f1 білий ферзь · g1 чорний слон · h1 чорний слон | a8 білий слон · b8 білий король · b7 білий кінь · c7 білий пішак · a5 біла тура · f5 білий пішак · a4 чорна тура · e4 чорний король · d3 біла тура · e3 чорний пішак · g3 білий пішак · b2 чорний ферзь · f1 білий ферзь · g1 чорний слон · h1 чорний слон | a8 білий слон · b8 білий король · b7 білий кінь · c7 білий пішак · a5 біла тура · f5 білий пішак · a4 чорна тура · e4 чорний король · d3 біла тура · e3 чорний пішак · g3 білий пішак · b2 чорний ферзь · f1 білий ферзь · g1 чорний слон · h1 чорний слон | a8 білий слон · b8 білий король · b7 білий кінь · c7 білий пішак · a5 біла тура · f5 білий пішак · a4 чорна тура · e4 чорний король · d3 біла тура · e3 чорний пішак · g3 білий пішак · b2 чорний ферзь · f1 білий ферзь · g1 чорний слон · h1 чорний слон | a8 білий слон · b8 білий король · b7 білий кінь · c7 білий пішак · a5 біла тура · f5 білий пішак · a4 чорна тура · e4 чорний король · d3 біла тура · e3 чорний пішак · g3 білий пішак · b2 чорний ферзь · f1 білий ферзь · g1 чорний слон · h1 чорний слон | a8 білий слон · b8 білий король · b7 білий кінь · c7 білий пішак · a5 біла тура · f5 білий пішак · a4 чорна тура · e4 чорний король · d3 біла тура · e3 чорний пішак · g3 білий пішак · b2 чорний ферзь · f1 білий ферзь · g1 чорний слон · h1 чорний слон | a8 білий слон · b8 білий король · b7 білий кінь · c7 білий пішак · a5 біла тура · f5 білий пішак · a4 чорна тура · e4 чорний король · d3 біла тура · e3 чорний пішак · g3 білий пішак · b2 чорний ферзь · f1 білий ферзь · g1 чорний слон · h1 чорний слон | 8 |
| 7 | a8 білий слон · b8 білий король · b7 білий кінь · c7 білий пішак · a5 біла тура · f5 білий пішак · a4 чорна тура · e4 чорний король · d3 біла тура · e3 чорний пішак · g3 білий пішак · b2 чорний ферзь · f1 білий ферзь · g1 чорний слон · h1 чорний слон | a8 білий слон · b8 білий король · b7 білий кінь · c7 білий пішак · a5 біла тура · f5 білий пішак · a4 чорна тура · e4 чорний король · d3 біла тура · e3 чорний пішак · g3 білий пішак · b2 чорний ферзь · f1 білий ферзь · g1 чорний слон · h1 чорний слон | a8 білий слон · b8 білий король · b7 білий кінь · c7 білий пішак · a5 біла тура · f5 білий пішак · a4 чорна тура · e4 чорний король · d3 біла тура · e3 чорний пішак · g3 білий пішак · b2 чорний ферзь · f1 білий ферзь · g1 чорний слон · h1 чорний слон | a8 білий слон · b8 білий король · b7 білий кінь · c7 білий пішак · a5 біла тура · f5 білий пішак · a4 чорна тура · e4 чорний король · d3 біла тура · e3 чорний пішак · g3 білий пішак · b2 чорний ферзь · f1 білий ферзь · g1 чорний слон · h1 чорний слон | a8 білий слон · b8 білий король · b7 білий кінь · c7 білий пішак · a5 біла тура · f5 білий пішак · a4 чорна тура · e4 чорний король · d3 біла тура · e3 чорний пішак · g3 білий пішак · b2 чорний ферзь · f1 білий ферзь · g1 чорний слон · h1 чорний слон | a8 білий слон · b8 білий король · b7 білий кінь · c7 білий пішак · a5 біла тура · f5 білий пішак · a4 чорна тура · e4 чорний король · d3 біла тура · e3 чорний пішак · g3 білий пішак · b2 чорний ферзь · f1 білий ферзь · g1 чорний слон · h1 чорний слон | a8 білий слон · b8 білий король · b7 білий кінь · c7 білий пішак · a5 біла тура · f5 білий пішак · a4 чорна тура · e4 чорний король · d3 біла тура · e3 чорний пішак · g3 білий пішак · b2 чорний ферзь · f1 білий ферзь · g1 чорний слон · h1 чорний слон | a8 білий слон · b8 білий король · b7 білий кінь · c7 білий пішак · a5 біла тура · f5 білий пішак · a4 чорна тура · e4 чорний король · d3 біла тура · e3 чорний пішак · g3 білий пішак · b2 чорний ферзь · f1 білий ферзь · g1 чорний слон · h1 чорний слон | 7 |
| 6 | a8 білий слон · b8 білий король · b7 білий кінь · c7 білий пішак · a5 біла тура · f5 білий пішак · a4 чорна тура · e4 чорний король · d3 біла тура · e3 чорний пішак · g3 білий пішак · b2 чорний ферзь · f1 білий ферзь · g1 чорний слон · h1 чорний слон | a8 білий слон · b8 білий король · b7 білий кінь · c7 білий пішак · a5 біла тура · f5 білий пішак · a4 чорна тура · e4 чорний король · d3 біла тура · e3 чорний пішак · g3 білий пішак · b2 чорний ферзь · f1 білий ферзь · g1 чорний слон · h1 чорний слон | a8 білий слон · b8 білий король · b7 білий кінь · c7 білий пішак · a5 біла тура · f5 білий пішак · a4 чорна тура · e4 чорний король · d3 біла тура · e3 чорний пішак · g3 білий пішак · b2 чорний ферзь · f1 білий ферзь · g1 чорний слон · h1 чорний слон | a8 білий слон · b8 білий король · b7 білий кінь · c7 білий пішак · a5 біла тура · f5 білий пішак · a4 чорна тура · e4 чорний король · d3 біла тура · e3 чорний пішак · g3 білий пішак · b2 чорний ферзь · f1 білий ферзь · g1 чорний слон · h1 чорний слон | a8 білий слон · b8 білий король · b7 білий кінь · c7 білий пішак · a5 біла тура · f5 білий пішак · a4 чорна тура · e4 чорний король · d3 біла тура · e3 чорний пішак · g3 білий пішак · b2 чорний ферзь · f1 білий ферзь · g1 чорний слон · h1 чорний слон | a8 білий слон · b8 білий король · b7 білий кінь · c7 білий пішак · a5 біла тура · f5 білий пішак · a4 чорна тура · e4 чорний король · d3 біла тура · e3 чорний пішак · g3 білий пішак · b2 чорний ферзь · f1 білий ферзь · g1 чорний слон · h1 чорний слон | a8 білий слон · b8 білий король · b7 білий кінь · c7 білий пішак · a5 біла тура · f5 білий пішак · a4 чорна тура · e4 чорний король · d3 біла тура · e3 чорний пішак · g3 білий пішак · b2 чорний ферзь · f1 білий ферзь · g1 чорний слон · h1 чорний слон | a8 білий слон · b8 білий король · b7 білий кінь · c7 білий пішак · a5 біла тура · f5 білий пішак · a4 чорна тура · e4 чорний король · d3 біла тура · e3 чорний пішак · g3 білий пішак · b2 чорний ферзь · f1 білий ферзь · g1 чорний слон · h1 чорний слон | 6 |
| 5 | a8 білий слон · b8 білий король · b7 білий кінь · c7 білий пішак · a5 біла тура · f5 білий пішак · a4 чорна тура · e4 чорний король · d3 біла тура · e3 чорний пішак · g3 білий пішак · b2 чорний ферзь · f1 білий ферзь · g1 чорний слон · h1 чорний слон | a8 білий слон · b8 білий король · b7 білий кінь · c7 білий пішак · a5 біла тура · f5 білий пішак · a4 чорна тура · e4 чорний король · d3 біла тура · e3 чорний пішак · g3 білий пішак · b2 чорний ферзь · f1 білий ферзь · g1 чорний слон · h1 чорний слон | a8 білий слон · b8 білий король · b7 білий кінь · c7 білий пішак · a5 біла тура · f5 білий пішак · a4 чорна тура · e4 чорний король · d3 біла тура · e3 чорний пішак · g3 білий пішак · b2 чорний ферзь · f1 білий ферзь · g1 чорний слон · h1 чорний слон | a8 білий слон · b8 білий король · b7 білий кінь · c7 білий пішак · a5 біла тура · f5 білий пішак · a4 чорна тура · e4 чорний король · d3 біла тура · e3 чорний пішак · g3 білий пішак · b2 чорний ферзь · f1 білий ферзь · g1 чорний слон · h1 чорний слон | a8 білий слон · b8 білий король · b7 білий кінь · c7 білий пішак · a5 біла тура · f5 білий пішак · a4 чорна тура · e4 чорний король · d3 біла тура · e3 чорний пішак · g3 білий пішак · b2 чорний ферзь · f1 білий ферзь · g1 чорний слон · h1 чорний слон | a8 білий слон · b8 білий король · b7 білий кінь · c7 білий пішак · a5 біла тура · f5 білий пішак · a4 чорна тура · e4 чорний король · d3 біла тура · e3 чорний пішак · g3 білий пішак · b2 чорний ферзь · f1 білий ферзь · g1 чорний слон · h1 чорний слон | a8 білий слон · b8 білий король · b7 білий кінь · c7 білий пішак · a5 біла тура · f5 білий пішак · a4 чорна тура · e4 чорний король · d3 біла тура · e3 чорний пішак · g3 білий пішак · b2 чорний ферзь · f1 білий ферзь · g1 чорний слон · h1 чорний слон | a8 білий слон · b8 білий король · b7 білий кінь · c7 білий пішак · a5 біла тура · f5 білий пішак · a4 чорна тура · e4 чорний король · d3 біла тура · e3 чорний пішак · g3 білий пішак · b2 чорний ферзь · f1 білий ферзь · g1 чорний слон · h1 чорний слон | 5 |
| 4 | a8 білий слон · b8 білий король · b7 білий кінь · c7 білий пішак · a5 біла тура · f5 білий пішак · a4 чорна тура · e4 чорний король · d3 біла тура · e3 чорний пішак · g3 білий пішак · b2 чорний ферзь · f1 білий ферзь · g1 чорний слон · h1 чорний слон | a8 білий слон · b8 білий король · b7 білий кінь · c7 білий пішак · a5 біла тура · f5 білий пішак · a4 чорна тура · e4 чорний король · d3 біла тура · e3 чорний пішак · g3 білий пішак · b2 чорний ферзь · f1 білий ферзь · g1 чорний слон · h1 чорний слон | a8 білий слон · b8 білий король · b7 білий кінь · c7 білий пішак · a5 біла тура · f5 білий пішак · a4 чорна тура · e4 чорний король · d3 біла тура · e3 чорний пішак · g3 білий пішак · b2 чорний ферзь · f1 білий ферзь · g1 чорний слон · h1 чорний слон | a8 білий слон · b8 білий король · b7 білий кінь · c7 білий пішак · a5 біла тура · f5 білий пішак · a4 чорна тура · e4 чорний король · d3 біла тура · e3 чорний пішак · g3 білий пішак · b2 чорний ферзь · f1 білий ферзь · g1 чорний слон · h1 чорний слон | a8 білий слон · b8 білий король · b7 білий кінь · c7 білий пішак · a5 біла тура · f5 білий пішак · a4 чорна тура · e4 чорний король · d3 біла тура · e3 чорний пішак · g3 білий пішак · b2 чорний ферзь · f1 білий ферзь · g1 чорний слон · h1 чорний слон | a8 білий слон · b8 білий король · b7 білий кінь · c7 білий пішак · a5 біла тура · f5 білий пішак · a4 чорна тура · e4 чорний король · d3 біла тура · e3 чорний пішак · g3 білий пішак · b2 чорний ферзь · f1 білий ферзь · g1 чорний слон · h1 чорний слон | a8 білий слон · b8 білий король · b7 білий кінь · c7 білий пішак · a5 біла тура · f5 білий пішак · a4 чорна тура · e4 чорний король · d3 біла тура · e3 чорний пішак · g3 білий пішак · b2 чорний ферзь · f1 білий ферзь · g1 чорний слон · h1 чорний слон | a8 білий слон · b8 білий король · b7 білий кінь · c7 білий пішак · a5 біла тура · f5 білий пішак · a4 чорна тура · e4 чорний король · d3 біла тура · e3 чорний пішак · g3 білий пішак · b2 чорний ферзь · f1 білий ферзь · g1 чорний слон · h1 чорний слон | 4 |
| 3 | a8 білий слон · b8 білий король · b7 білий кінь · c7 білий пішак · a5 біла тура · f5 білий пішак · a4 чорна тура · e4 чорний король · d3 біла тура · e3 чорний пішак · g3 білий пішак · b2 чорний ферзь · f1 білий ферзь · g1 чорний слон · h1 чорний слон | a8 білий слон · b8 білий король · b7 білий кінь · c7 білий пішак · a5 біла тура · f5 білий пішак · a4 чорна тура · e4 чорний король · d3 біла тура · e3 чорний пішак · g3 білий пішак · b2 чорний ферзь · f1 білий ферзь · g1 чорний слон · h1 чорний слон | a8 білий слон · b8 білий король · b7 білий кінь · c7 білий пішак · a5 біла тура · f5 білий пішак · a4 чорна тура · e4 чорний король · d3 біла тура · e3 чорний пішак · g3 білий пішак · b2 чорний ферзь · f1 білий ферзь · g1 чорний слон · h1 чорний слон | a8 білий слон · b8 білий король · b7 білий кінь · c7 білий пішак · a5 біла тура · f5 білий пішак · a4 чорна тура · e4 чорний король · d3 біла тура · e3 чорний пішак · g3 білий пішак · b2 чорний ферзь · f1 білий ферзь · g1 чорний слон · h1 чорний слон | a8 білий слон · b8 білий король · b7 білий кінь · c7 білий пішак · a5 біла тура · f5 білий пішак · a4 чорна тура · e4 чорний король · d3 біла тура · e3 чорний пішак · g3 білий пішак · b2 чорний ферзь · f1 білий ферзь · g1 чорний слон · h1 чорний слон | a8 білий слон · b8 білий король · b7 білий кінь · c7 білий пішак · a5 біла тура · f5 білий пішак · a4 чорна тура · e4 чорний король · d3 біла тура · e3 чорний пішак · g3 білий пішак · b2 чорний ферзь · f1 білий ферзь · g1 чорний слон · h1 чорний слон | a8 білий слон · b8 білий король · b7 білий кінь · c7 білий пішак · a5 біла тура · f5 білий пішак · a4 чорна тура · e4 чорний король · d3 біла тура · e3 чорний пішак · g3 білий пішак · b2 чорний ферзь · f1 білий ферзь · g1 чорний слон · h1 чорний слон | a8 білий слон · b8 білий король · b7 білий кінь · c7 білий пішак · a5 біла тура · f5 білий пішак · a4 чорна тура · e4 чорний король · d3 біла тура · e3 чорний пішак · g3 білий пішак · b2 чорний ферзь · f1 білий ферзь · g1 чорний слон · h1 чорний слон | 3 |
| 2 | a8 білий слон · b8 білий король · b7 білий кінь · c7 білий пішак · a5 біла тура · f5 білий пішак · a4 чорна тура · e4 чорний король · d3 біла тура · e3 чорний пішак · g3 білий пішак · b2 чорний ферзь · f1 білий ферзь · g1 чорний слон · h1 чорний слон | a8 білий слон · b8 білий король · b7 білий кінь · c7 білий пішак · a5 біла тура · f5 білий пішак · a4 чорна тура · e4 чорний король · d3 біла тура · e3 чорний пішак · g3 білий пішак · b2 чорний ферзь · f1 білий ферзь · g1 чорний слон · h1 чорний слон | a8 білий слон · b8 білий король · b7 білий кінь · c7 білий пішак · a5 біла тура · f5 білий пішак · a4 чорна тура · e4 чорний король · d3 біла тура · e3 чорний пішак · g3 білий пішак · b2 чорний ферзь · f1 білий ферзь · g1 чорний слон · h1 чорний слон | a8 білий слон · b8 білий король · b7 білий кінь · c7 білий пішак · a5 біла тура · f5 білий пішак · a4 чорна тура · e4 чорний король · d3 біла тура · e3 чорний пішак · g3 білий пішак · b2 чорний ферзь · f1 білий ферзь · g1 чорний слон · h1 чорний слон | a8 білий слон · b8 білий король · b7 білий кінь · c7 білий пішак · a5 біла тура · f5 білий пішак · a4 чорна тура · e4 чорний король · d3 біла тура · e3 чорний пішак · g3 білий пішак · b2 чорний ферзь · f1 білий ферзь · g1 чорний слон · h1 чорний слон | a8 білий слон · b8 білий король · b7 білий кінь · c7 білий пішак · a5 біла тура · f5 білий пішак · a4 чорна тура · e4 чорний король · d3 біла тура · e3 чорний пішак · g3 білий пішак · b2 чорний ферзь · f1 білий ферзь · g1 чорний слон · h1 чорний слон | a8 білий слон · b8 білий король · b7 білий кінь · c7 білий пішак · a5 біла тура · f5 білий пішак · a4 чорна тура · e4 чорний король · d3 біла тура · e3 чорний пішак · g3 білий пішак · b2 чорний ферзь · f1 білий ферзь · g1 чорний слон · h1 чорний слон | a8 білий слон · b8 білий король · b7 білий кінь · c7 білий пішак · a5 біла тура · f5 білий пішак · a4 чорна тура · e4 чорний король · d3 біла тура · e3 чорний пішак · g3 білий пішак · b2 чорний ферзь · f1 білий ферзь · g1 чорний слон · h1 чорний слон | 2 |
| 1 | a8 білий слон · b8 білий король · b7 білий кінь · c7 білий пішак · a5 біла тура · f5 білий пішак · a4 чорна тура · e4 чорний король · d3 біла тура · e3 чорний пішак · g3 білий пішак · b2 чорний ферзь · f1 білий ферзь · g1 чорний слон · h1 чорний слон | a8 білий слон · b8 білий король · b7 білий кінь · c7 білий пішак · a5 біла тура · f5 білий пішак · a4 чорна тура · e4 чорний король · d3 біла тура · e3 чорний пішак · g3 білий пішак · b2 чорний ферзь · f1 білий ферзь · g1 чорний слон · h1 чорний слон | a8 білий слон · b8 білий король · b7 білий кінь · c7 білий пішак · a5 біла тура · f5 білий пішак · a4 чорна тура · e4 чорний король · d3 біла тура · e3 чорний пішак · g3 білий пішак · b2 чорний ферзь · f1 білий ферзь · g1 чорний слон · h1 чорний слон | a8 білий слон · b8 білий король · b7 білий кінь · c7 білий пішак · a5 біла тура · f5 білий пішак · a4 чорна тура · e4 чорний король · d3 біла тура · e3 чорний пішак · g3 білий пішак · b2 чорний ферзь · f1 білий ферзь · g1 чорний слон · h1 чорний слон | a8 білий слон · b8 білий король · b7 білий кінь · c7 білий пішак · a5 біла тура · f5 білий пішак · a4 чорна тура · e4 чорний король · d3 біла тура · e3 чорний пішак · g3 білий пішак · b2 чорний ферзь · f1 білий ферзь · g1 чорний слон · h1 чорний слон | a8 білий слон · b8 білий король · b7 білий кінь · c7 білий пішак · a5 біла тура · f5 білий пішак · a4 чорна тура · e4 чорний король · d3 біла тура · e3 чорний пішак · g3 білий пішак · b2 чорний ферзь · f1 білий ферзь · g1 чорний слон · h1 чорний слон | a8 білий слон · b8 білий король · b7 білий кінь · c7 білий пішак · a5 біла тура · f5 білий пішак · a4 чорна тура · e4 чорний король · d3 біла тура · e3 чорний пішак · g3 білий пішак · b2 чорний ферзь · f1 білий ферзь · g1 чорний слон · h1 чорний слон | a8 білий слон · b8 білий король · b7 білий кінь · c7 білий пішак · a5 біла тура · f5 білий пішак · a4 чорна тура · e4 чорний король · d3 біла тура · e3 чорний пішак · g3 білий пішак · b2 чорний ферзь · f1 білий ферзь · g1 чорний слон · h1 чорний слон | 1 |
|   | a | b | c | d | e | f | g | h |   |

FEN: BK6/1NP5/8/R4P2/r3k3/3Rp1P1/1q6/5Qbb

1. Rd7! ~ 2. Qf4#<
1. ... Qd4 2. Sd6#
1. ... Qe5 2. Sc5#
1. ... Qh8 2. Sd8#
1. ... Qf2 2. Sd8#
- — - — - — -
1. ... Bf3 2. Qd3#
1. ... Bf2 2. Qh1#

Після ходу білої тури виникає загроза, чорний ферзь, захищаючись від загрози, прямо розв'язує білого коня, створюючи варіанти гри. Розв'язаний білий кінь оголошує мати чорному королю.